# Hector de La Tour du Pin-Montaubau
Hector de La Tour du Pin, baron de Montaubau est un général français, fils de René de La Tour du Pin-Gouvernet et le père de René de la Tour du Pin-Montauban.

## Biographie
Il fut, dans le commencement du règne de Louis XIII, le chef des protestants du Dauphiné, fit sa soumission en 1626, et reçut, avec le titre de maréchal de camp et une somme de 100 000 livres, le gouvernement de Montélimar, que ses descendants conservèrent jusqu’à la révolution de 1789.

## Source
« Hector de La Tour du Pin-Montaubau », dans Pierre Larousse, Grand dictionnaire universel du XIXe siècle, Paris, Administration du grand dictionnaire universel, 15 vol., 1863-1890 [détail des éditions].